# Julie Stanton
Pour les articles homonymes, voir Stanton.
Œuvres principales
- Mémorial pour Geneviève et autres tombeaux (2013)
- Parfaitement le chaos suivi de Élie ma joie (2011)
- Requiem pour rêves assassinés : Hommage à Pablo Neruda (2004)

Julie Stanton (née en 1938 à Québec) est une poète et romancière québécoise.  

## Biographie
Née le 26 janvier 1938 à Québec, elle y pratique activement les divers métiers de l'écriture de 1971 à 2015, dont le journalisme indépendant, et se consacre depuis à sa vocation d'écrivaine. 
Membre de l'Union des écrivaines et des écrivains québécois (UNEQ), elle faisait notamment partie de la délégation de poètes qui ont participé, en juin 1997 ainsi qu'en juin 1999, à la Deuxième et Troisième Rencontre Internationale de Poésie féminine Contemporaine de Langue Française tenues au Centre Wallonie-Bruxelles, à Paris, sous l’égide de l’Association Les Messagères du poème.  Julie Stanton a publié en revues dans Arcade, Estuaire et Le Sabord, au Québec ; dans Les Cahiers Bleus, Midi et Lieux d’Être, en Europe. 
Elle a également collaboré à plusieurs anthologies, dont Anthologie de la poésie des femmes au Québec, des origines à nos jours (Remue-ménage, Montréal] ; 80 voix au féminin, (Arcade, Montréal);  Carnavalesques 5.  Revue de découverte des écritures contemporaines Voix des femmes des Amériques (Éditions Aspect, Nancy) ; Constelación de poetas francófonas de cinco continentes (Diez siglos, Universidad Nacional Autónoma de México (UNAM), Mexique) et Éloge et défense de la langue française (éditions unicité, France). Paru en 2004, au moment du centenaire de la naissance de Neruda, Requiem pour rêves assassinés : Hommage à Pablo Neruda a été lancé au Musée de la civilisation, à Québec, en présence de monsieur Miguel Montérichard, consul honoraire du Chili à Québec, et de membres de la communauté chilienne. Un deuxième lancement a eu lieu l'année suivante, à La Chascona, l'une des maisons-musées dédiées à la mémoire du poète et siège de la Fondation Neruda à Santiago, au Chili.  
En 2011, Parfaitement le chaos suivi de Élie ma joie est reçu comme « un solide recueil ciselé aux flammes et aux souffrances ». Publié en octobre 2013, Mémorial pour Geneviève et autres tombeaux entraîne le lecteur dans un pèlerinage au Pays des morts où la poète part à la recherche de sa fille décédée de la sclérose en plaques ; l'année suivante, le livre est finaliste au prix du Gouverneur général du Canada. En 2024, son treizième titre en poésie, Dans le blanc des âges, est qualifié de fort recueil. « La pertinence immédiate du regard de notre doyenne des poètes sur le temps, si cruel parfois, qui nous tient à la gorge, s’impose », écrit Hugues Corriveau dans Le Devoir.
POÉSIE
_________________________________________________________________________
- Dans le blanc des âges, avec des encres de Danielle Stanton, Trois-Rivières, Écrits des Forges, 2024.

- Nos lendemain de feu, avec des encres de Danielle Stanton, Trois-Rivières, Écrits des Forges, 2021.
- L'ultime lettre d'amour, avec des encres de Danielle Stanton, Trois-Rivières, Écrits des Forges, 2019.
- Le Bonheur cet illusionniste, avec des encres de Danielle Stanton, Trois-Rivières, Écrits des Forges, 2017.
- Mémorial pour Geneviève et autres tombeaux, avec des photographies de Régis Mathieu, Saint-Lambert, Les Heures bleues, 2013.
- Parfaitement le chaos suivi de Élie ma joie, avec des encres de Danielle Stanton, Montréal, Les Heures bleues, 2011.
- Requiem pour rêves assassinés :  Hommage à Pablo Neruda, avec des photographies de Régis Mathieu, Montréal, Les Heures bleues, 2004.Réquiem por sueňos asesinados : Homenaje a Pablo Neruda (Victor Hugo Ramos, Trad.), Buenos Aires, Botella al Mar, 2017.
- Là-bas, l’isle aux Grues, avec des photographies de Régis Mathieu, Saint-Lambert, Les Heures bleues, 2001.  Réédition, collection « Le dire », 2011.
- La Passante de Jérusalem : Chant d’amour et de mort, accompagné des œuvres de Gernot Nebel, Saint-Laurent, Les Heures bleues, 1999.
- À vouloir vaincre l’absence, Montréal, L’Hexagone, 1984 ; réimpression 1987.
- Du mirage de sel, Pintendre, À mains nues, 1983. Épuisé.
- La Nomade, accompagné des œuvres d'Andrée Veilleux, Montréal, L’Hexagone, 1982.
- Je n’ai plus de cendre dans la bouche, poèmes et manifestes, accompagné des photos des œuvres de Jovette Marchessault, Montréal, La Pleine Lune, 1980 ; réimpression 1981.

## Romans/Récit
- Le Désir fantôme, roman, Montréal, Leméac, l996.
- Miljours, roman, Montréal, L’Hexagone, coll. « Fictions », 1989.
- Ma fille comme une amante, récit, Montréal, Leméac, 2e trimestre 1981 ; réimpression 4e trimestre 1981. Épuisé.

## Beaux-livres
- Carnets de l'Isle-aux-Grues, en collaboration avec Régis Mathieu, Montréal, Les Heures bleues, 2009.

- Le Parlement en lumière, avec des photographies de Eugen Kedl, Québec, Commission de la capitale nationale du Québec, 2001.
- Paris Québec, Collectif, Montréal, Éditions Trait d'union, 1999.

## Honneurs (Littérature)
- 2020 - Prix littéraire des Écrivains francophones d'Amérique : L'ultime lettre d'amour.
- 2014 - Finaliste au prix du Gouverneur général du Canada : Mémorial pour Geneviève et autres tombeaux.

- 2011 - Prix du Patrimoine des régions de la Capitale-Nationale et de la Chaudière-Appalaches (lauréat de la MRC de Montmagny) dans la catégorie interprétation et diffusion : Carnets de l'Isle-aux-Grues.

- 2005 - Finaliste au  prix de poésie Alain-Grandbois [1]  de l'Académie des lettres du Québec. Requiem pour rêves assassinés :  Hommage à Pablo Neruda.

- 1996 - Soumis par les libraires de la Ville de Québec au prix des abonnés de la Bibliothèque de Québec.  Le Désir fantôme.

- 1996 - Mention spéciale décernée par la Société des Écrivains Canadiens. Le Désir fantôme.

## Distinctions
- 2006, 2005 : Finaliste à la Fondation nationale des prix du magazine canadien.
- 1995, 1994, 1992 : Lauréate des Grands prix du magazine québécois.